# Кемь (приток Чирко-Кеми)
Кемь — река в России, протекает по территории Ребольского сельского поселения, Муезерского городского поселения и Воломского сельского поселения Республики Карелии. Длина реки — 18 км.
Река берёт начало из болота без названия и далее течёт преимущественно в юго-восточном направлении по заболоченной местности.
Река в общей сложности имеет 23 притока суммарной длиной 50 км. На своём пути Кемь протекает через озеро Кемель, в которое впадает протока, текущая из озера Мошельярви.
Втекает на высоте ниже 193,0 м над уровнем моря в реку Чирко-Кемь.
Населённые пункты на реке отсутствуют.
Код объекта в государственном водном реестре — 02020000912102000003679.